# Karl Tobiassen
Jens Karl Jakob Tobiassen (*16. dubna 1964, Qaarsut) je grónský politik za stranu Siumut a ministr rybolovu a lovu v druhé Egedeho vládě.

## Životopis

### Mládí a lov
Karl Tobiassen pochází z Qaarsutu a byl vychován jako rybář a lovec, přičemž se tomuto povolání věnoval od roku 1979. Patřil také do sdružení rybářů a lovců v Qaarsutu. V letech 1999–2009 byl předsedou vesnického sdružení KANUNUPE. V letech 1991 až 2009 byl členem školské rady v Kaarsútu. V letech 2000–2017 byl členem představenstva společnosti Uummannaq Seafood a v letech 2007 až 2009 členem představenstva společnosti KNI.

### Politické působení
Poprvé se politicky angažoval v roce 1991, kdy byl zvolen do rady obce Qaarsut, kde působil až do roku 2009. Byl také členem rady okresu Uummannaq po tři funkční období v letech 1991 až 1993, 1997 až 2001 a 2003 až 2008. V komunálních volbách v roce 2008 byl zvolen do rady nového okresu Qaasuitsup, ale byl prohlášen za nezvolitelného kvůli rozsudku za týrání zvířat. V komunálních volbách v roce 2013 nebyl znovu zvolen. V roce 2017 se stal členem rady KNAPK (Grónské sdružení rybářů a lovců). V parlamentních volbách v roce 2021 poprvé kandidoval na celostátní kandidátce Siumutu a získal místo náhradníka. Když se Qarsoq Høegh-Dam vzdal svého poslaneckého mandátu, Tobiassen se stal poslancem Grónského parlamentu. Když se Siumut na začátku dubna 2022 stal součástí druhé Egedeho vlády, byl Karl Tobiassen jmenován ministrem rybolovu a lovu.